# Copa Kirin 2011
La Copa Kirin 2011 (en japonés: キリンカップサッカー 2011) fue la treintaiunava edición de la Copa Kirin, un torneo amistoso organizado por Japón. Esta edición contó con la participación de Japón, el Perú y la República Checa.
La competición se realizó entre el 1 de junio y el 7 de junio del 2011 en Japón, contando con las sedes de Niigata, Matsumoto y Yokohama.
Debido a que todos los partidos terminaron en empates 0-0, se declararon campeones a las tres selecciones participantes.

## Sedes
| Niigata Matsumoto Yokohama        | Niigata Matsumoto Yokohama | Niigata Matsumoto Yokohama |
| Niigata                           | Matsumoto                  | Yokohama                   |
| --------------------------------- | -------------------------- | -------------------------- |
| Estadio del Gran Cisne de Niigata | Estadio de Matsumoto       | Estadio Nissan             |
| Capacidad: 45 728                 | Capacidad: 20 300          | Capacidad: 72 327          |
|                                   |                            |                            |

## Participantes
| Confederación              | Selección       |
| -------------------------- | --------------- |
| AFC (Asia)                 | Japón           |
| Conmebol (América del Sur) | Perú            |
| UEFA (Europa)              | República Checa |

- República Checa aceptó participar en el torneo luego de asegurarse de que no habría peligro alguno por el accidente nuclear en Fukushima I.[6]

## Resultados
- Los horarios de los partidos corresponden al horario de Japón. (JST; UTC+9)

| 1 de junio de 2011, 19:23 | Japón | 0:0     | Perú | Estadio del Gran Cisne de Niigata, Niigata              |                                                         |
| |       | Reporte |      | Asistencia: 39 048 espectadores Árbitro(s): Howard Webb | Asistencia: 39 048 espectadores Árbitro(s): Howard Webb |
| Antes del encuentro hubo un acto conmemorativo por las víctimas del terremoto y posterior maremoto que afectó a Japón en 2011. |       |         |      |                                                         |                                                         |

| 4 de junio de 2011, 15:02                                                                                | Perú | 0:0     | República Checa | Estadio de Matsumoto, Matsumoto                       |                                                       |
| |      | Reporte |                 | Asistencia: 7 592 espectadores Árbitro(s): Ryuji Sato | Asistencia: 7 592 espectadores Árbitro(s): Ryuji Sato |
| Este partido contó con el nivel más bajo de asistencia en toda la copa, con tan solo 7 592 espectadores. |      |         |                 |                                                       |                                                       |

| 7 de junio de 2011, 19:32 | Japón | 0:0     | República Checa | Estadio Internacional de Yokohama, Yokohama                 |                                                             |
|                           |       | Reporte |                 | Asistencia: 65 856 espectadores Árbitro(s): Martin Atkinson | Asistencia: 65 856 espectadores Árbitro(s): Martin Atkinson |

### Tabla final
| Selección       | Pts. | PJ | PG | PE | PP | GF | GC | Dif. |
| --------------- | ---- | -- | -- | -- | -- | -- | -- | ---- |
| Japón           | 2    | 2  | 0  | 2  | 0  | 0  | 0  | 0    |
| Perú            | 2    | 2  | 0  | 2  | 0  | 0  | 0  | 0    |
| República Checa | 2    | 2  | 0  | 2  | 0  | 0  | 0  | 0    |

| Bandera de Japón      | Bandera de Perú      | Bandera de República Checa |
| Japón                 | Perú                 | República Checa            |
| Campeón (11.° título) | Campeón (3.° título) | Campeón (2.° título)       |